# 厚別町東町
厚別町東町（あつべつちょう ひがしまち）とは、かつて札幌市（現在の厚別区と白石区の一部）に存在した地名。同区内の中央部に位置しており、北は函館本線、南は南郷通、東は小野津幌川、西は野津幌川に囲まれた地域であった。
明治時代に「信州開墾」として開かれた白石村の土地の一部で、当初は厚別東部と呼ばれた。
1932年（昭和7年）、区設置規定により厚別東区となる。
白石村が札幌市と合併したのち、1972年（昭和47年）の政令市移行に伴い厚別町東町となった。
1982年（昭和57年）、一部が厚別中央2 - 5条として再編される。
1989年（平成元年）には別の一部が流通センター3・4・7丁目や、川下1条9丁目となり、残る地域も厚別中央に組み込まれたことから、「厚別町東町」の行政地名は消失した。